# テリー・ヴェナブルズ
テレンス・フレデリック・"テリー"・ヴェナブルズ（Terence Frederick "Terry" Venables，1943年1月6日 - 2023年11月25日）は、イングランド・ダゲナム出身の元同国代表サッカー選手、サッカー指導者。現役時代のポジションはミッドフィールダー。
現役時代はチェルシーFCでリーグ戦200試合以上、トッテナム・ホットスパーFCで100試合以上に出場。イングランドでは名将として知られ、同国代表の監督人事では必ずと言っていいほど名前が挙がる一人でもあった。性格も温厚で選手掌握術に優れ、イングランドが生んだ天才であり問題児でもあるポール・ガスコインが輝いたのもトッテナム、そしてイングランド代表共に監督だったヴェナブルズの手腕が大きいと言われる。1985年にはFCバルセロナを10年振りのリーグ優勝へ導いた。

## 経歴

### 幼少期
父フレッドと母マートルの間の一人息子としてダゲナムで生まれる。父はバーキング出身のイギリス海軍下士官であり、母はロンザ・カノン・タフ州区クラダハ・ヴェイル出身のウェールズ人であった。13歳の時、両親がパブを経営するためヘイヴァリング区ロンフォードへ転居すると、自身は母方の祖父母オシーとミリーに預けられフットボールに親しんだ。

### チェルシー
1958年に15歳で学生選抜のイングランド代表に選出され、マンチェスター・ユナイテッドFCなど各クラブが獲得に乗り出すが、同年夏に練習生としてチェルシーFCと契約する。自身はスタンフォード・ブリッジでファーストチームのメンバーとしてプレーする絶好の機会と捉え、クラブは父親にパートタイムのスカウトの職を提供した。争奪戦に敗れたウェストハム・ユナイテッドFCのユースチーム監督であるマルコム・アリソンは、金銭的な理由だけでチェルシーに加入したと主張したが自身はこれを否定した。
1960年のローマ・オリンピック出場に向けプロ契約を先送りにしたが、イギリス代表のメンバーに選出されないことが判明するとチェルシーと正式契約を締結した。
トップチームでのデビューは1960年2月6日のウェストハム・ユナイテッドFC戦。2-4で敗れたが新聞紙上では「新たなダンカン・エドワーズ」と称された。同年にはプレストン・ノースエンドFCを、翌年にはエヴァートンFCを破りFAユースカップを連覇した。
1961年9月、テッド・ドレイクの後任としてトミー・ドハーティがチェルシーの監督に就任。彼が積極的に起用した若手選手「ドハーティ・ダイヤモンズ」の一人となった。1961-62シーズンの結果クラブは2部へ降格となるが、翌シーズンにリーグ2位となり1年でファースト・ディヴィジョンに復帰。1963-64シーズンではリーグ5位となった。24歳でFAのコーチライセンスを取得した。
1965年のリーグカップ決勝レスター・シティFCとの一戦では、1stレグでチーム2点目となるPKを決めると、2試合合計3-2でレスターを降し優勝トロフィーを掲げた。同年のFAカップでは、準決勝でリヴァプールFCに敗れた。リーグ戦では残り3節の時点で逆転優勝の可能性を維持していたが、アンフィールドでリヴァプールに2-0で敗戦。この試合後にドハーティは選手の夜間外出を禁止したが、ジョージ・グレアムら7人のチームメイトと共にこれを反故にする。滞在先のホテルに戻ると指揮官からシーズン残り試合のメンバーから除外すると言い渡された。続くバーンリーFC戦に6-2で大敗するとチームに呼び戻されるが、最終節ブラックプールFC戦に3-2で敗れリーグ3位で終えた。ドハーティからの処分には不満を示し、自身にとっては許容しがたいものであった。1965-66シーズンを5位で終えると、ドハーティにより放出候補としてリストに掲載された。

### トッテナム
1966年5月、トッテナム・ホットスパーFCへ8万ポンドの移籍金で加入。同月9日、アーセナルFCとのノース・ロンドン・ダービーでスパーズデビューとなった。トレーニング中にクラブのレジェンドであるデイヴ・マッケイとトラブルを起こすなどホワイト・ハート・レーンでのスタートは不穏なものとなったが、このトラブルが長引くことはなかった。1966-67シーズンはリーグ3位でフィニッシュし、FAカップ決勝ではチェルシーを2-1で降す。皮肉にも自身は古巣の勝利に25ポンドを賭けていたが、優勝ボーナスが支給されたことでより多くの利益を得た。
ビル・ニコルソン監督との関係は良好なものではなく、サポーターから評価されていないとも感じていた。1967-68シーズンはリーグ7位、翌シーズンは6位と成績を落とすと、ニコルソンはクイーンズ・パーク・レンジャーズFCからのオファーを受け入れた。

### QPR
1969年6月、7万ポンドの移籍金でQPRへ加入。このセカンド・ディヴィジョンのクラブへの移籍は自身の人生を変えたと後に語っており、「これほど幸運な移籍は他に考えられない」と述べた。1969-70シーズンから2年間はリーグ中位に止まり、自身は83試合に出場し18得点という記録であった。コーチであるボビー・キャンベルがロフタス・ロードを去ると、トレーニング中の監督者を任される。1972-73シーズンにはリーグ2位となり1部への昇格を決めた。

### クリスタル・パレス
1974年、クリスタル・パレスFCへ7万ポンドの移籍金で加入。1974-75シーズンのサード・ディヴィジョンでは年末に関節炎で離脱するまで14試合に出場。シーズン後半はマルコム・アリソン監督の下コーチを務めた。

## 代表歴
15歳で学生選抜のイングランド代表としてプレーする。その後ユースチームやアマチュア代表、U-23代表に招集。歴代で初めて、そして1974年のアマチュア代表解散により唯一、当時の各年代全てを経験した選手となった。
アルフ・ラムゼイにより1966年の母国W杯を見据えた33人の代表メンバーに選出される。1964年のベルギーとオランダ戦にフル出場したが、22人の最終メンバーからは落選した。

## 指導歴

### クリスタル・パレス
1975-76シーズンにクリスタル・パレスFCでマルコム・アリソン監督の下アシスタントコーチを務める。FAカップでは準決勝に駒を進めるがサウサンプトンFCに敗戦した。翌シーズンにサード・ディヴィジョンで5位と低迷すると、1976年6月にアリソンの後任として監督に昇格する。同月にはアーセナルFCからの引き抜きオファーに断りを入れた他、マヨルカ島でのパラセイリング事故により負傷し40針縫うなど慌ただしい1か月となった。
ユース出身やフリー加入の選手を中心とした若手主体のチームを構築し、メディアからは「Team of the Eighties（1980年代のチーム）」と称された。クラブのスター選手であるピーター・テイラーを20万ポンドでトッテナム・ホットスパーFCへ放出し、売却益の大半はクラブの収支安定化に充当された。ラシド・ハルクークを1500ポンドで獲得する際には自身の資金からその半額を供出することを提案し、以降発生する移籍金の半分を自身が受け取ることで合意した。1977年3月にダービー・カウンティFCから3万ポンドで獲得したジェフ・ボーンが15試合で9得点を挙げ、ディヴィジョン2へ自動昇格となるリーグ3位へ導いた。2部でも適応し1977-78シーズンはリーグ9位、翌シーズンにはリーグ最終節でバーンリーFCに勝利を収め優勝を確定させた。
指揮官として初のトップリーグとなる1979-80シーズンは好調なスタートを切り、9月末には一時首位に立った。最終的にリーグ13位でリーグを終えたが、これはクラブ歴代最高位となる成績であった。翌シーズンは低迷しリーグ最下位となっていた10月、クラブの財政難も重なりセルハースト・パークを去った。

### QPR
同月にクイーンズ・パーク・レンジャーズFCの監督に就任し、自らの資金を投じて選手を補強した。1982年にはFAカップ決勝に進出するが、古巣スパーズに1-0で敗れる。1982-83シーズン、セカンド・ディヴィジョン優勝を達成。またクラブの筆頭株主及び取締役社長に就任した。昇格初年度の1983-84シーズンはリーグ5位に導き、UEFAカップ出場権を獲得した。

### バルセロナ
パレスやQPRでの成功により評価を高め、欧州各国の強豪クラブから関心を集める。FCバルセロナの副会長と親交のあったボビー・ロブソンの推薦もあり、同クラブの監督に就任する。ここでは「El Tel」の愛称で親しまれた。イングランドの伝統的な4-4-2のシステムを導入し、ミゲリやフリオ・アルベルトらのディフェンス、中盤ではベルント・シュスターのハードワークが機能した。
1984-85シーズンには11年振り10度目のリーグ優勝に導く。翌シーズンにはリーグ2位、コパ・デル・レイではレアル・サラゴサに敗れ準優勝となった。初参加となったチャンピオンズカップではIFKヨーテボリとの準決勝第1戦を0-3で落とすが、カンプ・ノウでの第2戦で2試合合計3-3に持ち込みPK戦に勝利。決勝に駒を進めるがFCステアウア・ブカレスト相手にPK戦の末敗れた。1986年にエヴァートンFCからギャリー・リネカー、マンチェスター・ユナイテッドFCからマーク・ヒューズという2人の同胞FWを計530万ポンドで獲得する。リネカーはレアル・マドリードとのエル・クラシコでのハットトリックをはじめシーズン21得点を記録。一方ヒューズは1年でクラブを去りFCバイエルン・ミュンヘンへ移籍した。1985-86シーズンもリーグ2位に終わり、翌シーズンのUEFAカップでダンディー・ユナイテッドFCに敗れると1987年9月に解任された。

### トッテナム
11月23日、トッテナム・ホットスパーFCに招聘される。1988年にポール・ガスコインを220万ポンドで獲得。翌年にはクリス・ワドルを425万ポンドでオリンピック・マルセイユへ売却し、リネカーを再び自身の下へ引き入れた。1991年に2000万ポンドでクラブの買収を試みるが失敗に終わる。同年のFAカップではチームを優勝へ導いた。同年6月、ロバート・マクスウェルとの戦いを制したアラン・シュガーがクラブのオーナーに就任すると最高経営責任者に任命された。その後2年間のチーム指揮はピーター・シュリーヴスや、レイ・クレメンスとダグ・リヴァモアによる二頭体制が務めたが、最終的な決定には自身も深く関わった。
1992年、ガスコインをSSラツィオへ550万ポンドで放出。自身のビジネスを巡ってシュガーとの対立が激化すると、1993年のFAカップ決勝の前日に解任される。トッテナムのサポーターはこの処分に憤慨し一時的に復帰が認められるが、高等法院の3日裁判により敗訴し費用の支払いを命じられた。

### イングランド代表
1994年1月28日、ジミー・アームフィールドの推薦もありイングランド代表の指揮官として招聘される。しかしメディアからは自身のビジネスに関して厳しいバッシングを受け、議会でケイト・フーイ議員から代表監督として不相応だと糾弾されるに至った。初采配となるウェンブリーでのデンマーク戦を1-0の勝利で飾り、6月のアンプロ・カップでは日本を2-1で破る。8月には、移籍市場に関与するため元ノッティンガム・フォレストFC監督のブライアン・クラフに5万ポンドを支払ったとして警察に申し立てられた。1995年7月、バート・ミリチップの嘆願により、シュガーの自身に対するホワイト・ハート・レーンへの出入り禁止が撤回される。同年11月には、自身に対する信用を毀損する運動の調査のためスコットランドヤードに召喚される。その後この一件は証拠不十分のため立件は見送られた。
1996年1月、EURO1996終了後に辞任する意向を表明した。自身の長引く法廷闘争がフランスW杯予選に臨む代表チームへの影響を危惧してのものであった。5月にはFAからグレン・ホドルが自身の後任となることが発表される。同月には中国や香港で極東ツアーを行ったが、その帰途であるキャセイパシフィック航空の機内において、ガスコインの29歳の誕生日を祝福していた代表メンバーがテレビスクリーンを破壊する。この一件により母国で論争に巻き込まれるが、選手らを擁護する立場をとった。特に香港ではガスコインら数選手がナイトクラブで泥酔する姿を撮影され、メディアから一層高まる批判の矢面に立たされた。ヴェナブルズは一部の記者に対して、選手に対する「魔女狩り」を行う「裏切り者」であると非難した。
親善試合ではデイヴィッド・プラットをキャプテンに起用したが、EURO1996ではトニー・アダムスに変更した。グループリーグは無敗で通過し、準決勝ではドイツにPK戦の末敗れベスト4となった。代表メンバーの一員であったアラン・シアラーやガレス・サウスゲイトからはその戦術眼を評価され信頼されていた。ガーディアン紙のロブ・スミス記者からはマネジメント能力を評価されたが、スコットランドやドイツ相手に披露した純粋な3-5-2のシステムは現代的であるが未完成であり、高度なパフォーマンスを発揮したのはオランダ戦とドイツ戦の2試合のみであったと主張した。
7月には法廷の判断が予測していたほど重くならないという見解を示し、マーティン・グレゴリーが新会長に就任したポーツマスFCのディレクターに就任しフットボール界を驚かせた。9月の時点でクラブはリーグ下位に沈み、自身は試合間のミッドウィークにしかフラットン・パークに姿を見せなかった。

### オーストラリア代表
11月、エディ・トムソンの後任としてオーストラリア代表の監督に就任。マーク・ヴィドゥカやハリー・キューウェルを起用し初采配から12連勝を記録するが、フランスW杯大陸間プレーオフでイランにアウェイゴールの差で敗戦した。
1997年のFIFAコンフェデレーションズカップではブラジルに次ぐ準優勝へ導いた。

### パレス復帰
3月にクリスタル・パレスFCの新会長にマーク・ゴールドバーグが就任すると、1998-99シーズンより同クラブへ招聘される。メディアはこの帰還に熱狂し、ゴールドバーグも今後5年以内に欧州レベルのクラブに成長させると自信を見せた。しかしこの展望は1年で潰え、1部リーグ残留を決めるも経営破綻を辛うじて回避する状態であった。UEFAインタートトカップを率いるなど欧州の舞台には立ったものの、ユース選手を積極的に起用した上、自身の移籍市場での取引によってクラブの将来が不透明なものとなり冒険は終焉を迎えた。1991年1月、クラブの顧問に転じる。
その後ウェールズ代表やチェルシーFCの監督の座が空席となると後任候補に挙げられたが契約には至らず、2年近く現場を離れた。2000年10月7日にケヴィン・キーガンがイングランド代表監督を辞任するとその座を引き継ぐことに興味を示したが、フットボール・アソシエーションはスヴェン＝イェーラン・エリクソンを招聘した。

### ミドルズブラ
11月、直近7試合で勝ち星がなく降格圏に喘ぐミドルズブラFCで、ブライアン・ロブソン監督の下でコーチを務める意向を示した。翌月1日、クラブはヴェナブルズのメディア活動を理由に契約しないと表明したが、同月3日のウェストハム・ユナイテッドFC戦に敗れるとスティーヴ・ギブソン会長は交渉を再開する。翌日、シーズン終了までの契約でロブソンを支えることが発表された。最終的にリーグ14位となり1部残留に成功したが、クラブの本拠地が自身のメディア活動やビジネス面で遠隔すぎることを理由に、ロブソンと時を同じくして2000-01シーズン終了後にリヴァーサイド・スタジアムを去った。

### リーズ
2002年7月8日、デイヴィッド・オレアリーの後任としてリーズ・ユナイテッドFCの監督に招聘された。就任から2週間後にキャプテンであるリオ・ファーディナンドがマンチェスター・ユナイテッドFCへ売却されたことで、クラブの深刻な財政問題が明るみとなる。2002-03シーズンはリーグ15位に沈んだ。
2003年1月には増大する債務の埋め合わせのため、自身に無断でジョナサン・ウッドゲイトがニューカッスル・ユナイテッドFCへ売却される。以前よりウッドゲイトが放出されれば退団すると牽制していたが、ピーター・リッズデイル会長により説得された。2003年3月に解任が発表され、クラブはリーグ19位でシーズンを終え降格となった。

### その後
2005年にAリーグのニューカッスル・ユナイテッド・ジェッツFCと交渉するが、母国での自身の活動を理由に頓挫し、代理人からいずれのクラブともサインしていないと発表された。2006年5月には古巣ミドルズブラと連絡をとるが、プレミアリーグの全日程で指揮を執ることは年齢的に難しいと判断した。8月にはスティーヴ・マクラーレンが新監督に就任したイングランド代表にアシスタントコーチとして復帰する。EURO2008予選で敗退すると、11月にマクラーレンと共に解任される。
2007年以降はアイルランド共和国代表、ブルガリア代表、クイーンズ・パーク・レンジャーズFC、ハル・シティAFC、ウェールズ代表など、数々のクラブや代表チームで空席となった指揮官の候補として浮上する。2012年3月には、コンバインド・カウンティーズ・フットボールリーグ（イングランド9部相当）に所属するウェンブリーFCのテクニカルアドバイザーに就任した。

## 指導スタイルと評価
自身を「プレーヤー・マン」とし、ピッチ外では選手に自由を与え、彼らがメディアからの批判に晒された際には選手らを擁護した。一方試合中には、自己満足させないためにハーフタイムで選手を称賛することには消極的であった。明るい口調で簡潔に言葉を伝えることに努め、選手が要点を掴み良好な精神状態で後半を迎えるよう促すことが重要であると考えていた。
選手からは信頼を得ていた一方で、懐疑的な姿勢をみせる記者も存在した。1984年にFCバルセロナの監督に就任した際には、フォーフォーツーの記者からは実績以上に過大評価されている「偽りの救世主」と称されたが、クラブを10年振りのリーグ優勝へ導いている。
タイムズ紙は「ピッチ外でのトラブルの歴史を伴うワイドボーイ（金稼ぎ）」と評した。オブザーヴァーの記者はヴェナブルズが「成功の代名詞」とされていることに疑問を呈した。

## 人物
1966年に裁縫師のクリスティーン・マカーンと結婚。2女を儲けたが、1984年に離婚した。同年にイヴェット・バザイアと、チングフォードにある彼女の父親が経営するパブで出会う。FCバルセロナに招聘された際には同行し、1991年に再婚した。イヴェットにはケンジントンで経営していたダイニングクラブのマネジメントを7年間任せたが、1997年に同店を売却した。

## ビジネス
ヴェナブルズにとって最初の事業は、チェルシーでの同僚であるジョージ・グレアムやロン・ハリスと共にウェストエンドに開店した仕立て屋であった。しかしこの事業は成功せず、最終的に破産した。
オーストラリア代表監督時代には、一時ポーツマスFCの顧問そして会長を兼務していた。1997年2月にはクラブの過半数の株式を1ポンドで取得したが、11か月後には議論を巻き起こす。自身の会社「Vencorp」が1997年8月に30万ポンドのボーナスを受領し、リーグ最下位に沈むクラブを去る際には約25万ポンドが本人に支払われたと考えられていた。
1998年1月14日の高等法院での判決により、会社役員を務めることを7年間禁止された。トッテナム・ホットスパーFCを含む4社で不正を行ったとされ、贈賄、詐欺、会計操作、債権者への配当金の横領により貿易産業省から提訴されていた。これを受けて、1ポンドで買収し最終的には6桁に上る出資を行ったポーツマスの会長の座を退く。クラブは1997-98シーズンの降格を免れたものの、1999年末にミラン・マンダリッチに買収されるまでの間、財政状況は悪化の一途を辿り破産の危機に直面した。
2014年、妻と共にスペイン・アリカンテ県にあるペナギラでブティックホテルとレストランを開店する。2019年初めにリタイアすることを決め売却した。

## その他
1970年代にはプロフェッショナル・フットボーラーズ・アソシエーションの副会長を務める。クイーンズ・パーク・レンジャーズFCでの同僚デイヴ・トーマスがバーンリーFC会長ボブ・ロードと法廷で争った際に同選手の代理人を務めた。
ゴードン・ウィリアムズとの共著で5作品の小説を執筆している。1作目の『They Used To Play On Grass』に関して、批評家から自身の貢献が低められたと感じたため、その後は「P.B. Yuill」のペンネームを使用するようになった。同作はBBCが選出する「ザ・ビッグ・リード」の2003年調査で172位にランクインした。
ITVで放送された探偵ドラマシリーズ『ヘイゼル (TVシリーズ)』の共同制作者としてクレジットされている。
1980年代中盤からBBCでサッカー解説者を務めたが、同局の番組『パノラマ』で取り上げられた自身に対する疑惑により法廷闘争となり、1994年にはITVへ移った。
1990年にボードゲーム『Terry Venables invites you to be... The Manager』を共同で考案した。
両親は共に優秀な歌手であり、自身も歌唱を勧められて育つ。17歳の時にバトリンズで開催されたコンテストに参加するが、チェルシーFCは最終ステージに出場することを許可しなかった。2002年のFIFAワールドカップに向け、イングランドのバンドであるライダーとの共作でシングルを発売。収録曲『England Crazy』は母国のチャートで最高46位を獲得した。2010年にはザ・サン紙の協力でエルヴィス・プレスリーの『If I Can Dream』をカバーする。ウェンブリー・スタジアムでの撮影で60人編成のロイヤル・フィルハーモニー管弦楽団が演奏し、ハリー・レドナップやイアン・ライトも参加。6月13日の母国チャートで最高23位を記録した。

## タイトル
現役時代
チェルシー
- フットボールリーグカップ : 1964-65

トッテナム
- FAカップ : 1966-67
- FAチャリティ・シールド : 1967

指導者時代
クリスタル・パレス
- フットボールリーグ・セカンドディヴィジョン : 1978-79

QPR
- フットボールリーグ・セカンドディヴィジョン : 1982-83

バルセロナ
- プリメーラ・ディビシオン : 1984-85
- コパ・デ・ラ・リーガ : 1986

トッテナム
- FAカップ : 1990-91
- FAチャリティ・シールド : 1991

### 個人
- ドン・バロン・アウォード : 1985
- イングランドサッカー殿堂 : 1997
- プレミアリーグ月間最優秀監督 : 2001.1